# Jeonbuk Hyundai Motors
Jeonbuk Hyundai Motors (hangul: 전북 현대 모터스) är en fotbollsklubb i Jeonju, Sydkorea. Laget spelar i den sydkoreanska högsta divisionen K League Classic och spelar sina hemmamatcher på Jeonju World Cup Stadium. Jeonbuk är regerande ligamästare efter att ha vunnit säsongen 2015.

## Historia
Klubben bildades 1994 och spelade sin första säsong i K League under namnet Chonbuk Buffalo. Klubben blev sist i ligan men togs över av Hyundai Motor Company och bytte namn till Jeonbuk Dinos inför säsongen 1995. År 1997 bytte klubben namn på nytt till Chonbuk Hyundai Dinos. Klubben hade chansen på en första titel då man nådde FA-cupfinalen 1999 men förlorade den mot Cheonan Ilhwa Chunma.
År 2000 bytte klubben namn till Jeonbuk Hyundai Motors och hade sin mest framgångsrika säsong hittills. De slutade på fjärde plats i ligan och vann sin första titel när de fick revansch på Ilhwa Chunma i en kopia av FA-cupfinalen från året innan. År 2002 nådde de finalen i Asiatiska cupvinnarcupen men förlorade mot saudiska Al-Hilal. Kommande år lyckades klubben bara nå mittenplaceringar i ligan men tog ytterligare två FA-cuptitlar 2003 och 2005, samt vann supercupen 2004. 
Säsongerna 2005 och 2006 var klubbens sämsta i ligan någonsin. De blev näst sist i ligan 2005 men trots bara en elfte plats året därpå lyckades de vinna AFC Champions League genom att besegra syriska Al-Karamah SC i finalen. På vägen dit besegrade de bland annat kinesiska mästarna Dalian Shide FC och japanska mästarna Gamba Osaka för att vinna sin grupp, samt slog ut regerande K League-mästarna Ulsan Hyundai FC i semifinalen.
År 2008 slutade de på fjärde plats i ligan vilket var deras bästa placering på åtta år och början på en stor framgångsperiod. Jeonbuk blev koreanska ligamästare för första gången säsongen 2009. Efter en tredje plats år 2010 vann de ligan för en andra gång 2011. Samma år nådde de även sin andra final i AFC Champions League men förlorade denna gång efter straffar mot qatariska Al Sadd SC. Efter en andra plats i ligan 2012 och en tredje plats 2013, vann Jeonbuk två raka ligatitlar säsongerna 2014 och 2015. Detta innebar att klubben vunnit ligan fyra gånger på sju säsonger och som sämst slutat på tredje plats under samma period.

## Klubbrekord

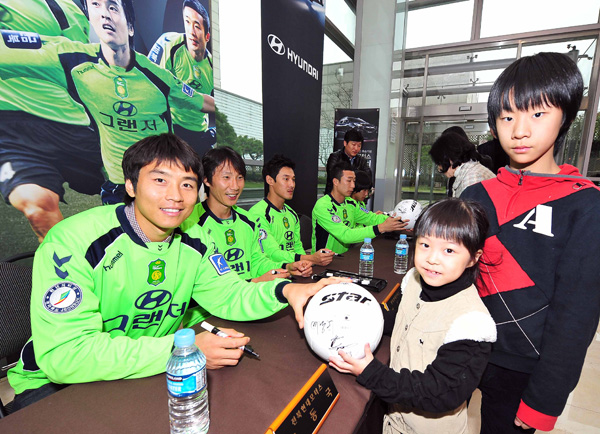
Lee Dong-gook som spelat i Jeonbuk sedan 2009 har gjort flest mål någonsin i både K League och AFC Champions League.

### Säsonger
| Säsong | Division | Placering | Säsong | Division | Placering | Säsong | Division | Placering |
| ------ | -------- | --------- | ------ | -------- | --------- | ------ | -------- | --------- |
| 1994   | 1        | 7         | 2003   | 1        | 5         | 2012   | 1        | 2         |
| 1995   | 1        | 7         | 2004   | 1        | 6         | 2013   | 1        | 3         |
| 1996   | 1        | 5         | 2005   | 1        | 12        | 2014   | 1        | 1         |
| 1997   | 1        | 6         | 2006   | 1        | 11        | 2015   | 1        | 1         |
| 1998   | 1        | 6         | 2007   | 1        | 8         |        |          |           |
| 1999   | 1        | 7         | 2008   | 1        | 4         |        |          |           |
| 2000   | 1        | 4         | 2009   | 1        | 1         |        |          |           |
| 2001   | 1        | 9         | 2010   | 1        | 3         |        |          |           |
| 2002   | 1        | 7         | 2011   | 1        | 1         |        |          |           |

### Meriter
- K League Classic
  - Mästare (9): 2009, 2011, 2014, 2015, 2017, 2018, 2019, 2020, 2021
  - Tvåa (2): 2012, 2016

- Koreanska FA-cupen
  - Mästare (5): 2000, 2003, 2005, 2020, 2022
  - Tvåa (2): 1999, 2013

- Koreanska ligacupen
  - Tvåa (1): 2010

- Koreanska supercupen
  - Mästare (1): 2004
  - Tvåa (2): 2001, 2006

- AFC Champions League
  - Mästare (2): 2006, 2016
  - Tvåa (1): 2011

- Asiatiska cupvinnarcupen
  - Tvåa (1): 2002

## Tränare
| Säsong(er) | Namn          | Säsong(er) | Namn           | Säsong(er) | Namn          |
| ---------- | ------------- | ---------- | -------------- | ---------- | ------------- |
| 1995–96    | Cha Kyung-bok | 2005       | Kim Hyung-yul  | 2013       | Shin Hong-gi  |
| 1997–01    | Choi Man-hee  | 2005–11    | Choi Kang-hee  | 2013–      | Choi Kang-hee |
| 2001       | Nam Dae-sik   | 2012       | Lee Heung-sil  |            |               |
| 2001–05    | Cho Yoon-hwan | 2013       | Fabio Lefundes |            |               |